# Lucio Cornelio Lentulo (console 3 a.C.)
Lucio Cornelio Lentulo (dal latino: Lucius Cornelius Lentulus) (35 a.C. circa – dopo l'1) è stato un politico romano.
Apparteneva alla gens Cornelia ed era figlio dell'omonimo Lucio Cornelio Lentulo console del 38 a.C. La sua ascendenza potrebbe essere appartenuta agli Scipioni. Ebbe una figlia, una certa Cornelia della famiglia degli Scipioni, sposata con Lucio Volusio Saturnino, console suffetto nel 3.
Fu flamen Martialis nel 12 a.C. e poi praefectus monetalis. Divenne console nel 3 a.C. e poco dopo proconsole d'Africa, dove morì ricoprendo l'incarico, forse durante una guerra contro le popolazioni berbere di Musulami o Garamanti.